# 日本顎咬合学会
特定非営利活動法人日本顎咬合学会（にほんがくこうごうがっかい）とは、顎咬合学を中心とした歯科医学を取り扱う専門学術団体の一つである。日本歯科医学会の認定分科会。

## 概要
1982年に国際ナソロジー学会アジア部会より独立。2019年7月現在会員数8,803名。2019年7月現在、理事長は黒岩昭弘。

## 総会
- 年1回

## 本部事務局
- 〒102-0093　東京都千代田区平河町1-8-2 山京半蔵門パレス201

## 支部
- 北海道支部
- 東北支部
- 関東・甲信越支部
- 中部支部
- 近畿・中国・四国支部
- 九州・沖縄支部

## 学会誌
- 『咬み合わせの科学』年3回発刊 ISSN 1346-8111 全国書誌番号:00117333

## 専門認定
- 歯科医師
  - 日本顎咬合学会認定医 3,276名(2011年11月7日現在)[2]
    - 指導医 263名(2011年11月7日現在)[2]

## 大会等
| 年     | 月日          | 名称                               | 会長     | 会場               | テーマ                                                                   | 参加者数                                                            | 備考                |
| ------ | ------------- | ---------------------------------- | -------- | ------------------ | ------------------------------------------------------------------------ | ------------------------------------------------------------------- | ------------------- |
| 2007年 | 6月9日～10日  | 第25回日本顎咬合学会学術大会・総会 | 岩田健男 | 東京国際フォーラム | BACK TO THE FUTURE―新しいことを始めよう―                                 | 5,308名                                                             | [ 4 ]               |
| 2007年 | 11月11日      | 第8回咬合フォーラム                |          | 宮城県歯科医師会館 | 咬合採得を科学する                                                       |                                                                     | [ 5 ]               |
| 2008年 | 6月14日～15日 | 第26回日本顎咬合学会学術大会・総会 | 小林和一 | 東京国際フォーラム | 歯科医療のフィロソフィーを考える                                         | 4,271名                                                             | [ 6 ]               |
| 2008年 | 11月30日      | 第9回咬合フォーラム                |          | 灘尾ホール         | 現代の咬合を科学する                                                     |                                                                     | [ 7 ]               |
| 2009年 | 6月20日～21日 | 第27回日本顎咬合学会学術大会・総会 | 夏見良宏 | 東京国際フォーラム | アート・サイエンス・クラフトの融合                                       | 4,170名                                                             | [ 8 ]               |
| 2009年 | 11月7日～8日  | 第10回咬合フォーラム               |          | 愛知県歯科医師会館 | 歯列安定に大切な咬合のガイドライン                                       |                                                                     | [ 9 ]               |
| 2010年 | 6月12日～13日 | 第28回日本顎咬合学会学術大会・総会 | 山地良子 | 東京国際フォーラム | Predictable Clinical Dentistry ―予知性のある歯科臨床を求めて―            | 4,116名                                                             | [ 10 ]              |
| 2010年 | 11月14日      | 第11回咬合フォーラム               |          | 東京国際フォーラム | 咬合高径を決める！                                                       |                                                                     | [ 11 ]              |
| 2011年 | 6月12日～13日 | 第29回日本顎咬合学会学術大会・総会 | 山地良子 | 東京国際フォーラム | Innovative New Dentistry ─歯科医療の新しい環境と価値の創造─              | 3,723名 歯科医師2,548名 歯科技工士262名 歯科衛生士680名 その他233名 | [ 2 ] [ 12 ] [ 13 ] |
| 2012年 | 6月9日～10日  | 第30回日本顎咬合学会学術大会・総会 | 南清和   | 東京国際フォーラム | 夢のある未来に向けて ─日本顎咬合学会30年からの飛躍─                      | 5,000名以上                                                         |                     |
| 2013年 | 6月29日～30日 | 第31回日本顎咬合学会学術大会・総会 | 渡辺隆史 | 東京国際フォーラム | 新・顎咬合学 －その魅力と可能性－                                        | 5,000名以上                                                         |                     |
| 2014年 | 6月14日～15日 | 第32回日本顎咬合学会学術大会・総会 | 渡辺隆史 | 東京国際フォーラム | 新・顎咬合学 ―口腔単位から―全身単位へ                                    | 5,000名以上                                                         |                     |
| 2015年 | 6月27日～28日 | 第33回日本顎咬合学会学術大会・総会 | 渡辺隆史 | 東京国際フォーラム | 新・顎咬合学 －機能を表現する。機能を捉える。機能を発信する。－          | 5,000名以上                                                         |                     |
| 2016年 | 6月11日～12日 | 第34回日本顎咬合学会学術大会・総会 | 上濱正   | 東京国際フォーラム | 新・顎咬合学が創る“健口”長寿                                             | 5,000名以上                                                         |                     |
| 2017年 | 6月10日～11日 | 第35回日本顎咬合学会学術大会・総会 | 上濱正   | 東京国際フォーラム | 新・顎咬合学―国民の健康・幸福に貢献する                                  | 5,000名以上                                                         |                     |
| 2018年 | 6月9日～10日  | 第36回日本顎咬合学会学術大会・総会 | 上田秀朗 | 東京国際フォーラム | 真・顎咬合学 輝け 日本の歯科臨床！！～臨床力の向上による歯科界の活性化～ |                                                                     |                     |
| 2019年 | 6月22日～23日 | 第37回日本顎咬合学会学術大会・総会 | 上田秀朗 | 東京国際フォーラム | 真・顎咬合学 輝け 最新歯科医療最前線—夢ある歯科界の再構築                | 5,000名以上                                                         |                     |

## 加盟団体
- 日本歯科医学会
- 日本歯学系学会協議会